# Kobe Bufkin
Kobe Bufkin (Grand Rapids, 21 settembre 2003) è un cestista statunitense, professionista nella NBA con gli Atlanta Hawks.

## Carriera
Dopo aver trascorso due stagioni con i Michigan Wolverines, nel 2023 si dichiara per il Draft NBA, venendo selezionato dagli Atlanta Hawks con la quindicesima scelta assoluta.

## Statistiche

### College
| Anno      | Squadra             | PG | PT | MP   | TC%  | 3P%  | TL%  | RP  | AP  | PRP | SP  | PP   |
| --------- | ------------------- | -- | -- | ---- | ---- | ---- | ---- | --- | --- | --- | --- | ---- |
| 2021-2022 | Michigan Wolverines | 28 | 0  | 10,6 | 38,0 | 22,2 | 77,3 | 1,1 | 0,3 | 0,4 | 0,1 | 3,0  |
| 2022-2023 | Michigan Wolverines | 33 | 33 | 34,0 | 48,2 | 35,5 | 84,9 | 4,5 | 2,9 | 1,3 | 0,7 | 14,0 |
| Carriera  | Carriera            | 61 | 33 | 23,3 | 46,3 | 32,5 | 83,3 | 3,0 | 1,7 | 0,9 | 0,4 | 9,0  |

### NBA

#### Regular Season
| Anno      | Squadra       | PG | PT | MP   | TC%  | 3P%  | TL%  | RP  | AP  | PRP | SP  | PP  |
| --------- | ------------- | -- | -- | ---- | ---- | ---- | ---- | --- | --- | --- | --- | --- |
| 2023-2024 | Atlanta Hawks | 17 | 0  | 11,5 | 37,0 | 22,5 | 50,0 | 1,9 | 1,6 | 0,4 | 0,3 | 4,8 |
| 2024-2025 | Atlanta Hawks | 10 | 0  | 12,4 | 38,3 | 21,1 | 72,2 | 2,1 | 1,7 | 0,3 | 0,2 | 5,3 |
| Carriera  | Carriera      | 27 | 0  | 11,9 | 37,4 | 22,0 | 65,4 | 2,0 | 1,6 | 0,4 | 0,3 | 5,0 |

### G League
| Anno      | Squadra       | PG | PT | MP   | TC%  | 3P%  | TL%  | RP  | AP  | PRP | SP  | PP   |
| --------- | ------------- | -- | -- | ---- | ---- | ---- | ---- | --- | --- | --- | --- | ---- |
| 2023-2024 | C.P. Skyhawks | 14 | 14 | 32,0 | 44,4 | 35,6 | 82,9 | 5,4 | 5,9 | 1,4 | 0,6 | 23,6 |
| Carriera  | Carriera      | 14 | 14 | 32,0 | 44,4 | 35,6 | 82,9 | 5,4 | 5,9 | 1,4 | 0,6 | 23,6 |

## Premi e riconoscimenti
- McDonald's All-American (2021)